# ایلیوشین ایل-۱۸
ایلیوشین ایل-۱۸ (روسی: Илью́шин Ил-۱۸؛ نام ناتو: کوت) یک هواپیمای توربوپراپ مسافربری بزرگ است که اولین بار در سال ۱۹۵۷ پرواز کرد و یکی از بهترین و با دوام‌ترین هواپیماها در دوران شوروی شناخته می‌شد. هواپیمای ایل ۱۸ برای چندین دهه یکی از هواپیماهای اصلی جهان بود و به‌صورت گسترده صادر می‌شد. با توجه به دوام فریم هواپیما، نمونه‌های زیادی با بیش از ۴۵۰۰۰ ساعت پرواز از این هواپیما وجود دارد که هنوز در دو نوع نظامی و غیرنظامی (به صورت محدود) عملیاتی است. جانشین ایل -۱۸ هواپیمای جت دوربرد ایلیوشین ایل-۶۲ بود.

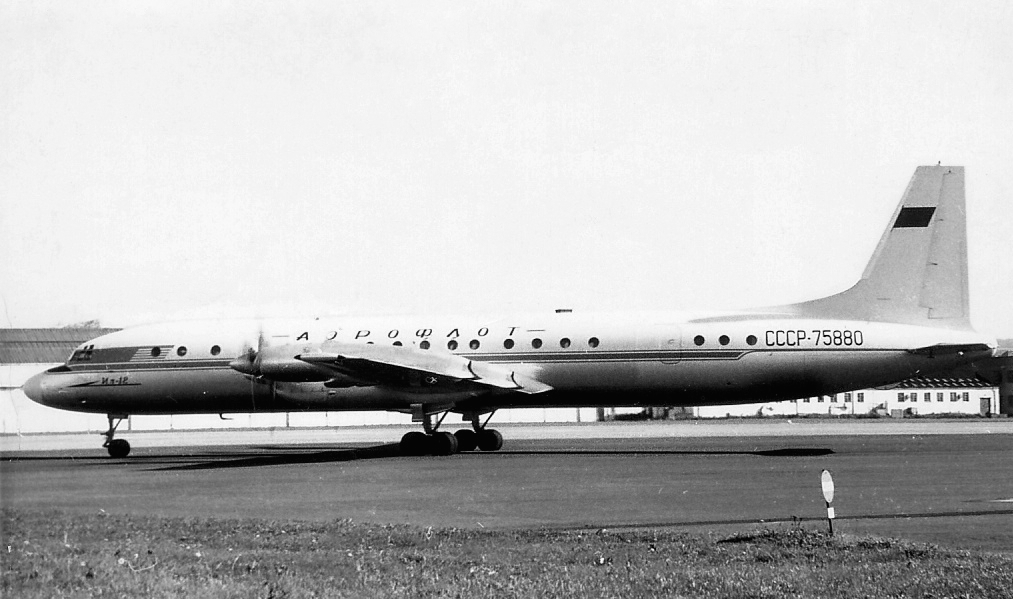
ایل-۱۸وی آیروفلوت در فرودگاه پرستویک، دههٔ ۱۹۶۰

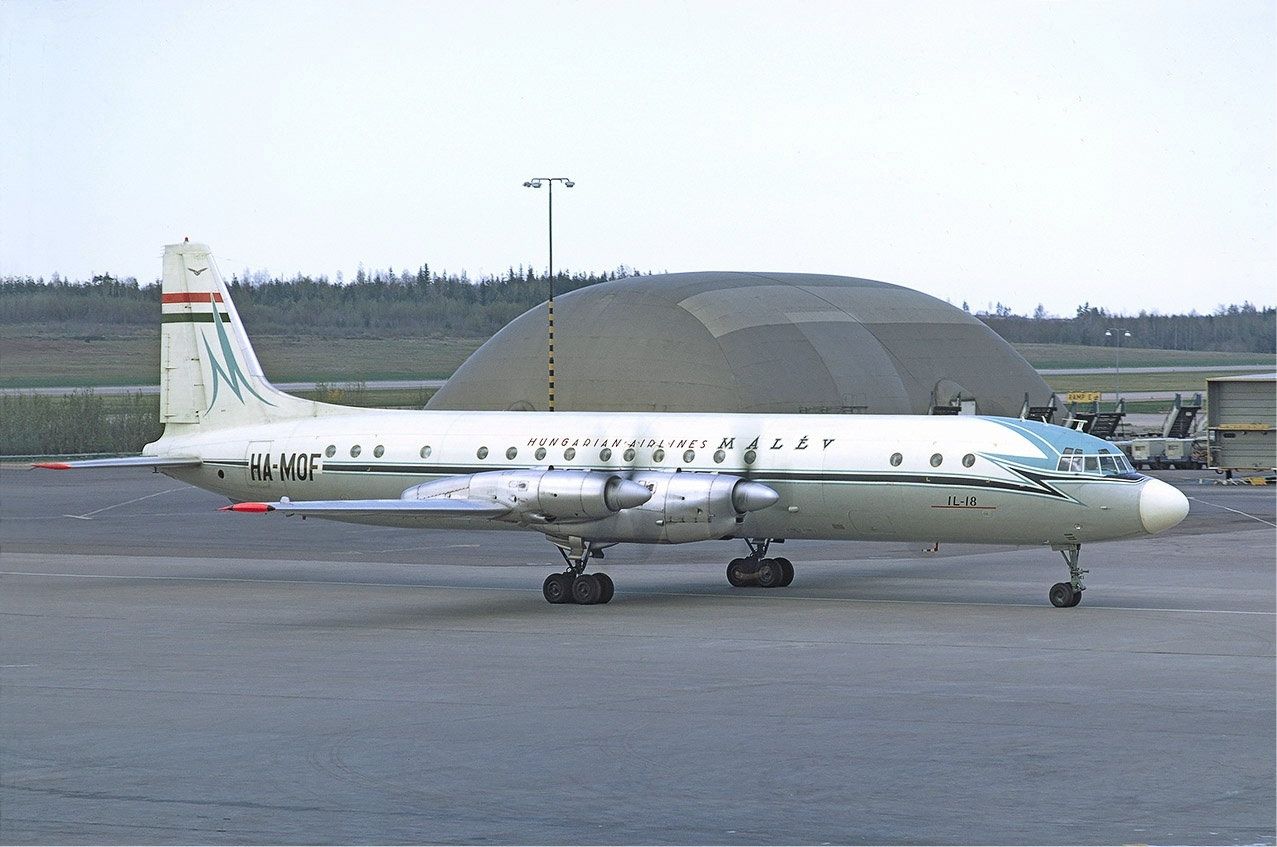
ایل-۱۸ مالو در سوئد، ۱۹۷۲

## تاریخچه عملیاتی

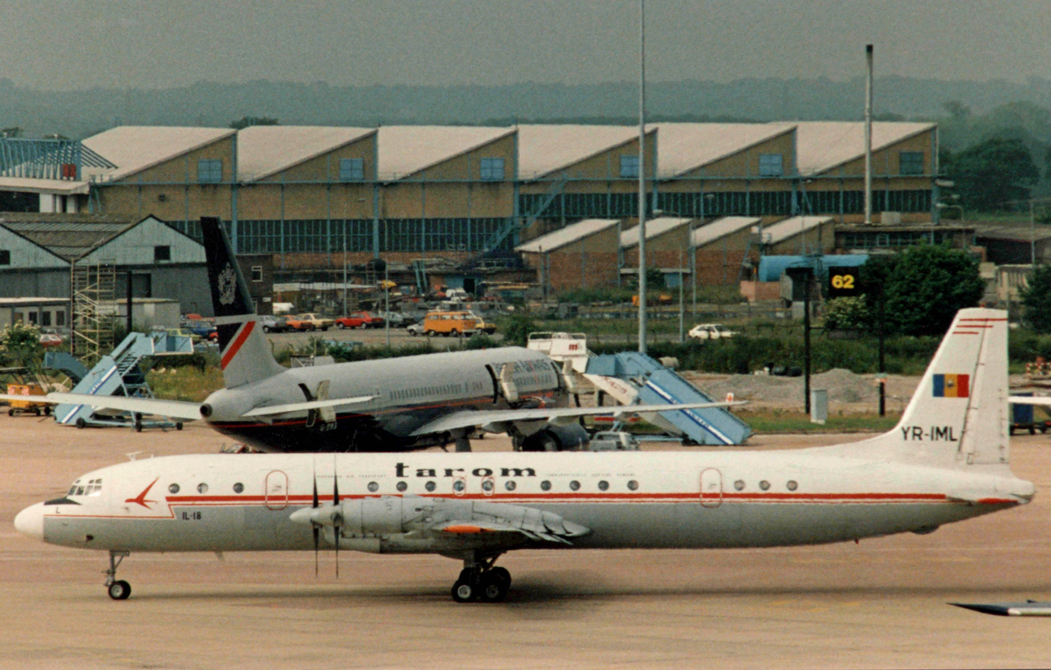
ایل-۱۸دی شرکت تاروم در فرودگاه منچستر در سال ۱۹۸۸

اولین ایل-۱۸ که در ابتدا مجهز به موتورهای کوزنتسوف ان‌کی-۴ بود، در ۴ ژوئیهٔ ۱۹۵۷ پرواز کرد. در ۱۷ سپتامبر ۱۹۵۸ این هواپیما برای اولین بار با موتورهای جدید Ivchenko AI-20 پرواز کرد. ولادیمیر کوکی ناکی خلبان آزمایش‌گر این پرواز بود. بین سال‌های ۱۹۵۸ و ۱۹۶۰ بیست و پنج رکورد جهانی توسط این هواپیما کسب شد که در میان آن‌ها برد پرواز و رکوردهای ارتفاع با بارهای مختلف به‌دست آمد. در سال ۱۹۵۸ این هواپیما موفق به کسب جایزهٔ نمایشگاه جهانی بروکسل شد. در آوریل ۱۹۷۹از یک بنای یادبود در فرودگاه شرمتیوو برای بزرگداشت این هواپیمای قابل توجه رونمایی شد.
۱۷ خط هوایی خارجی حدود ۱۲۵ فروند هواپیمای ایل-۱۸ را به خدمت گرفتند که بین ۱۰۰ تا ۱۲۰ صندلی داشتند. Iیل-۱۸ هنوز در سیبری، کره شمالی و خاورمیانه در حال خدمت است، در حالی که تعدادی از نمونه‌های تولید شده در اواسط دههٔ ۱۹۶۰ در آفریقا و آسیای جنوبی همچنان تا سال ۲۰۱۴ استفاده می‌شد. این هواپیما در ظرفیت‌های مختلف نظامی از جمله جنگ الکترونیکی و شناسایی الکترونیکی Il-22PP که در اکتبر سال ۲۰۱۶ وارد خدمت شد، عمل می‌کند.
یک ایل-۱۸ (ثبت DDR-STD) متعلق به اینترفلاگ و به عنوان وسیله حمل و نقل توسط رهبران آلمان شرقی از جمله اریش هونکر استفاده شده بود و به هتلی در هلند تبدیل شده‌است.
تا ژوئیهٔ سال ۲۰۱۸، ۷ فروند ایلیوشین-۱۸ در حال خدمت برای ۶ اپراتور وجود دارد.

## انواع مختلف

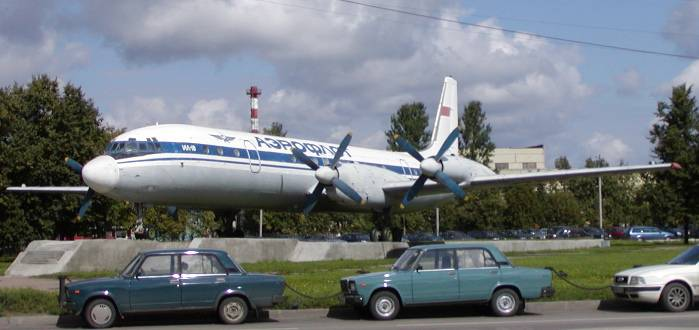
ایل -۱۸ در فرودگاه بین‌المللی شرمتیوو به نمایش گذاشته شده‌است.

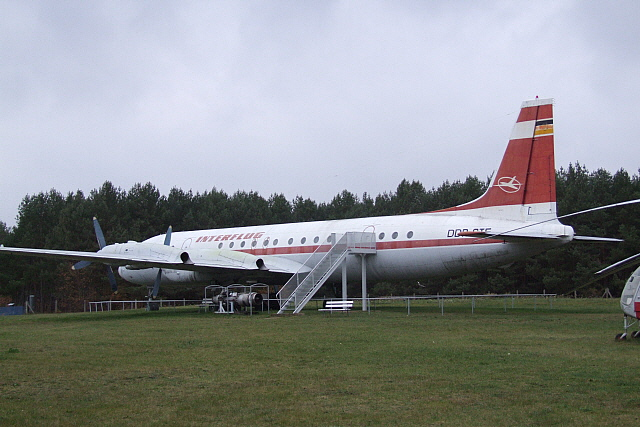
نمونه‌ای در یک موزه در بورکهایده، آلمان

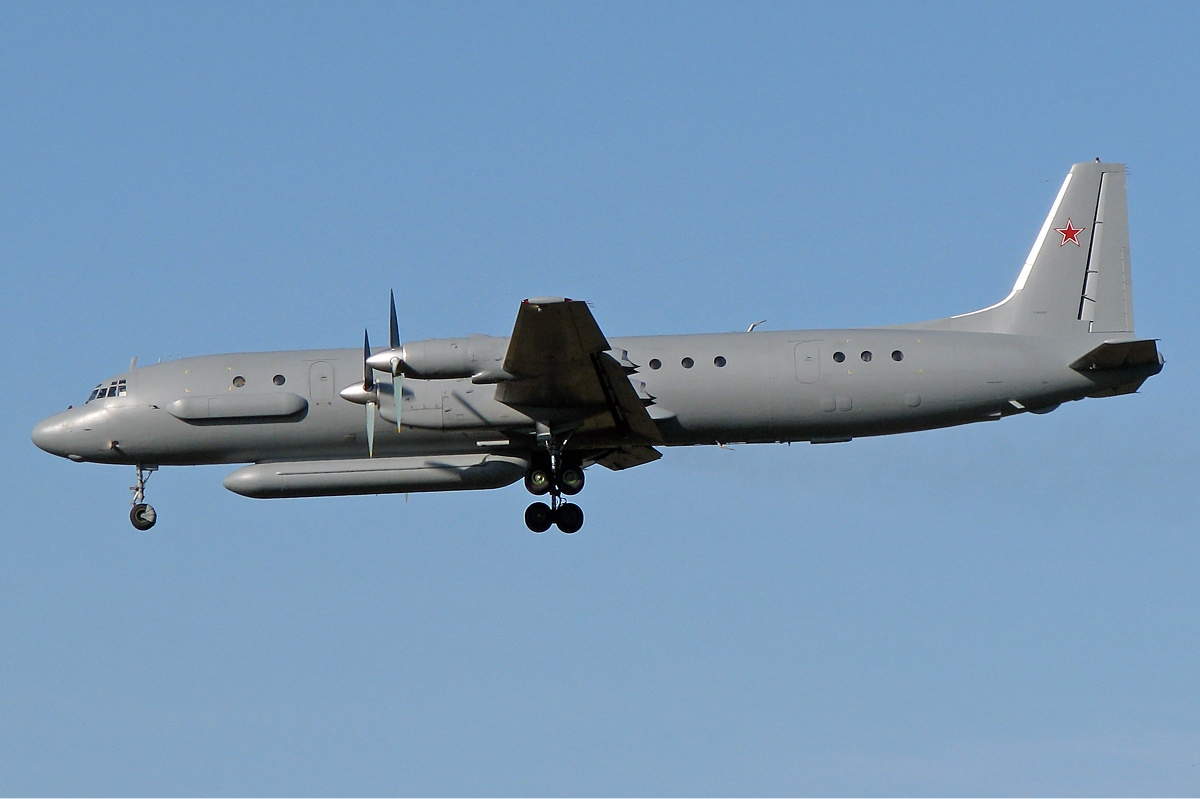
ایل-۲۰اِم در سال ۲۰۰۹

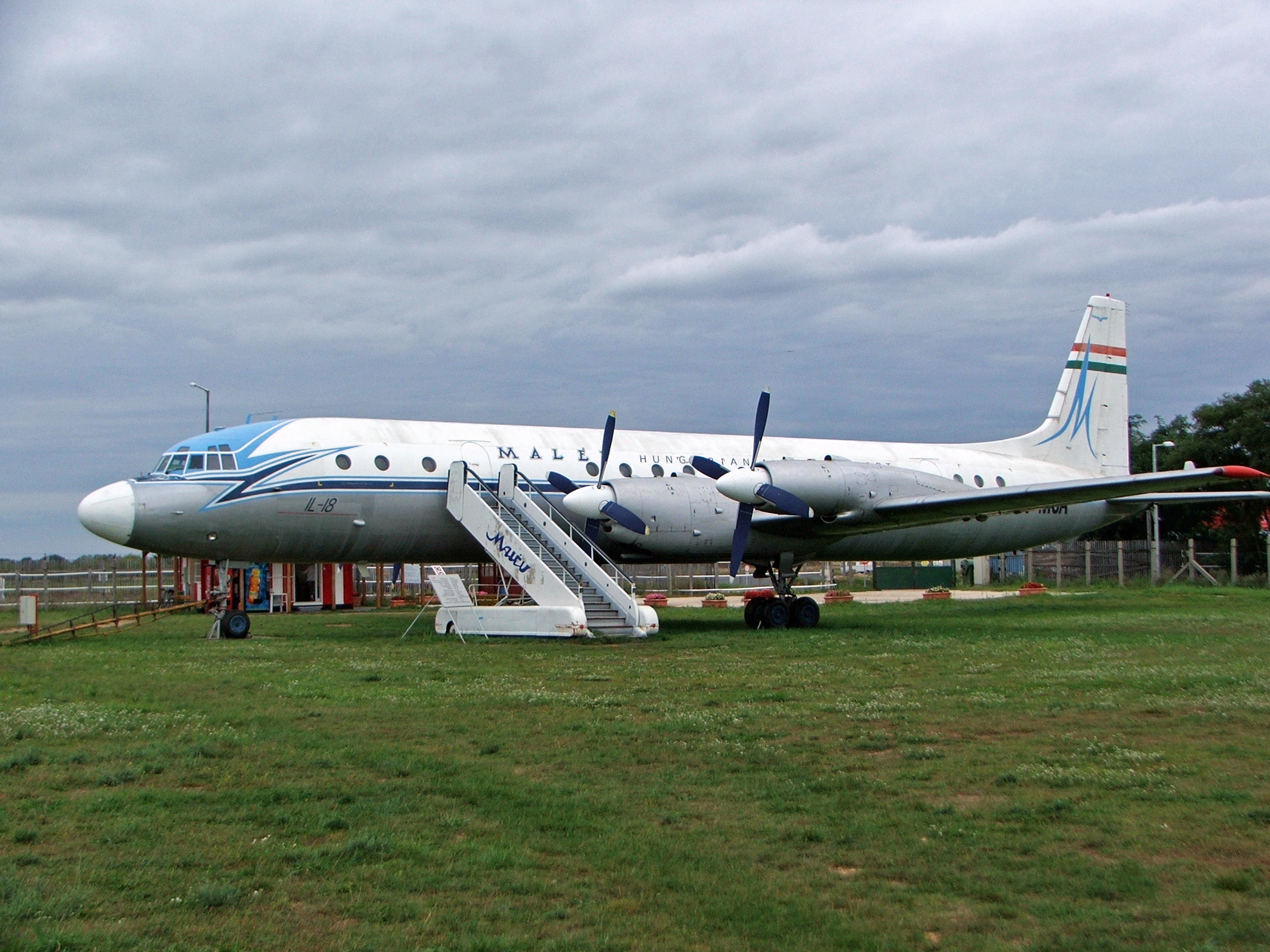
Malev Il-18 در یک موزهٔ هواپیما در فضای باز در فرودگاه بین‌المللی بوداپست فرنتس

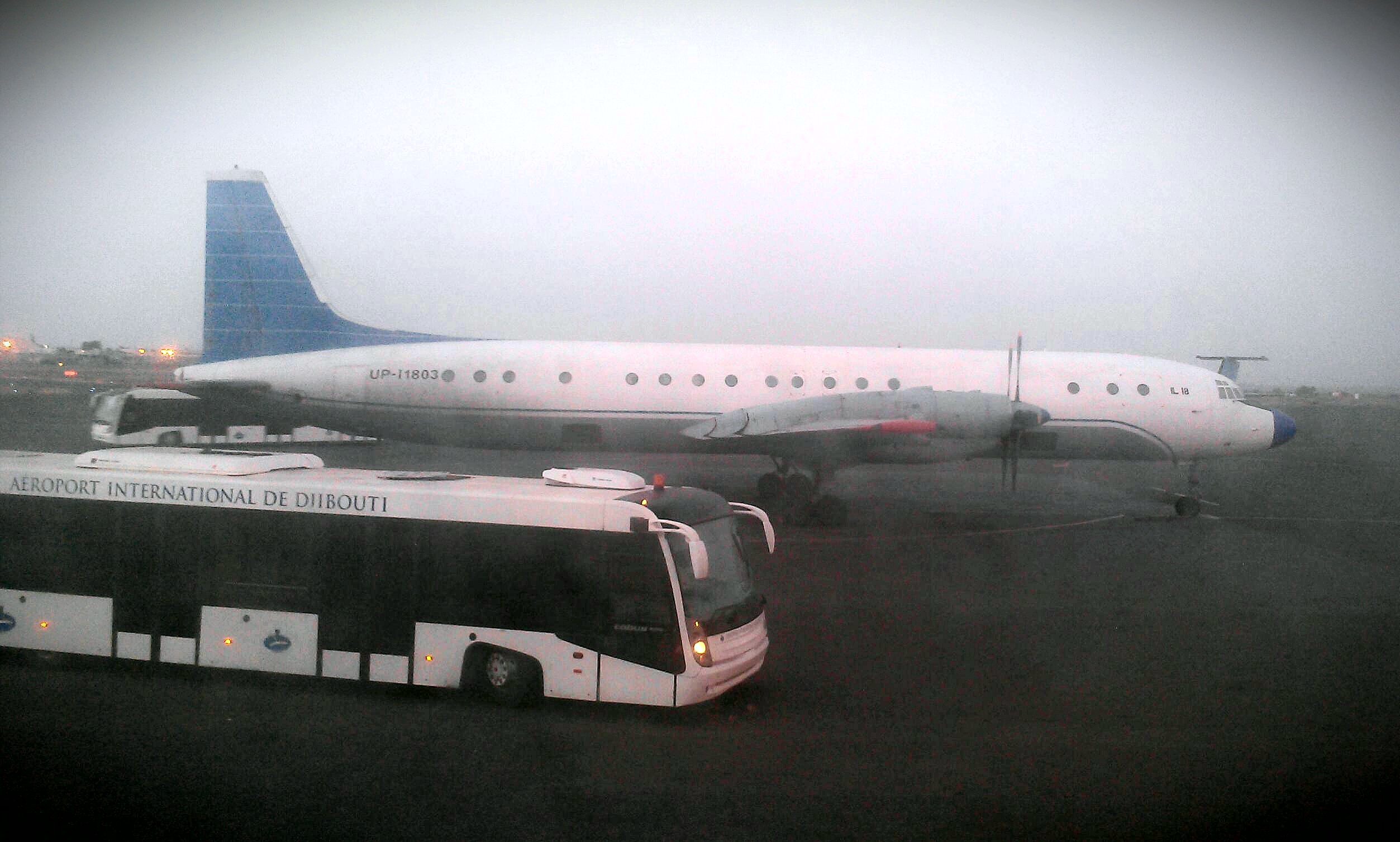
یک هواپیمای ایل-۱۸ در فرودگاه بین‌المللی جیبوتی - امبوولی

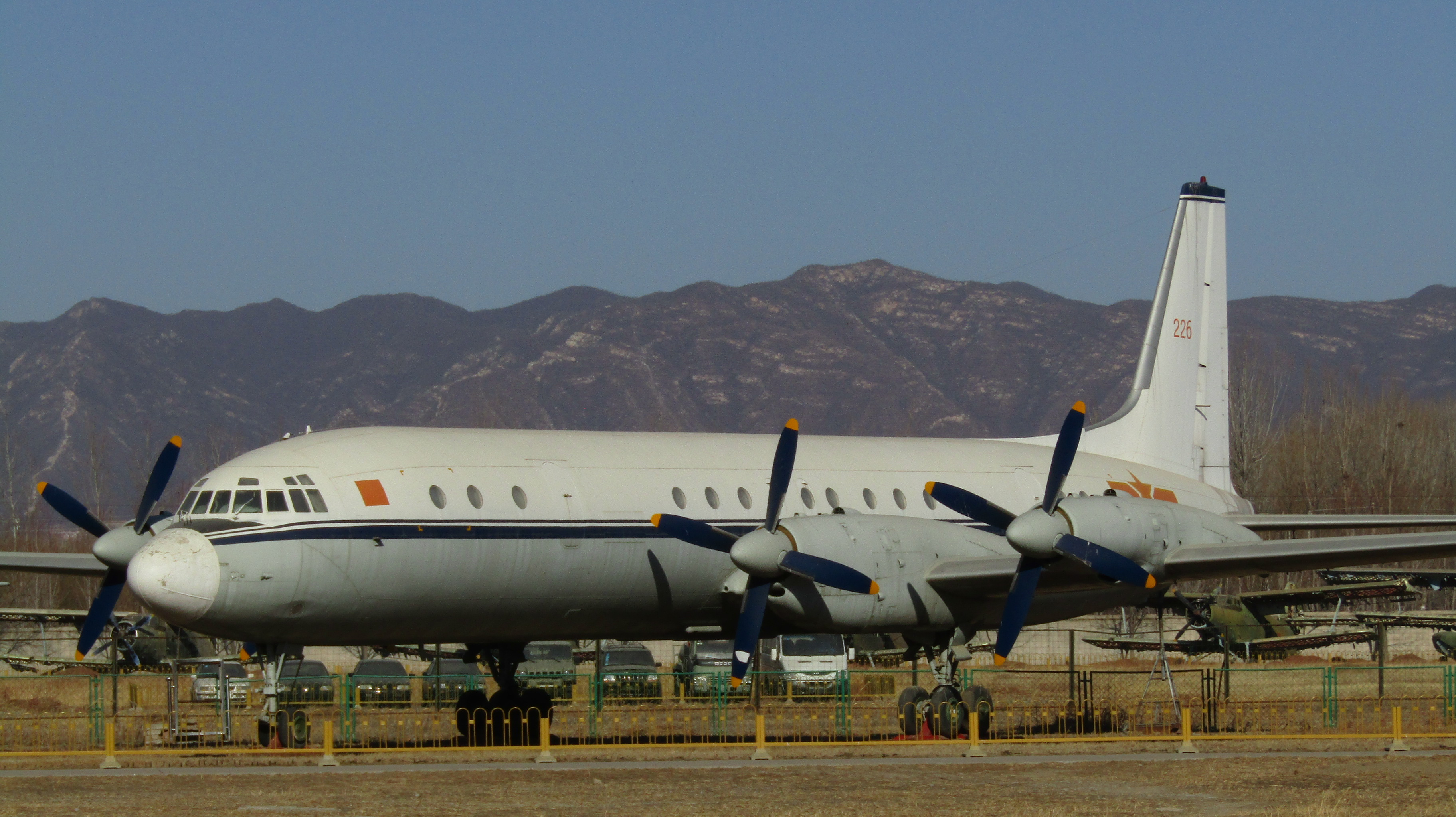
ایلیوشین ۱۸ دی در موزهٔ حمل و نقل هوایی چین، پکن

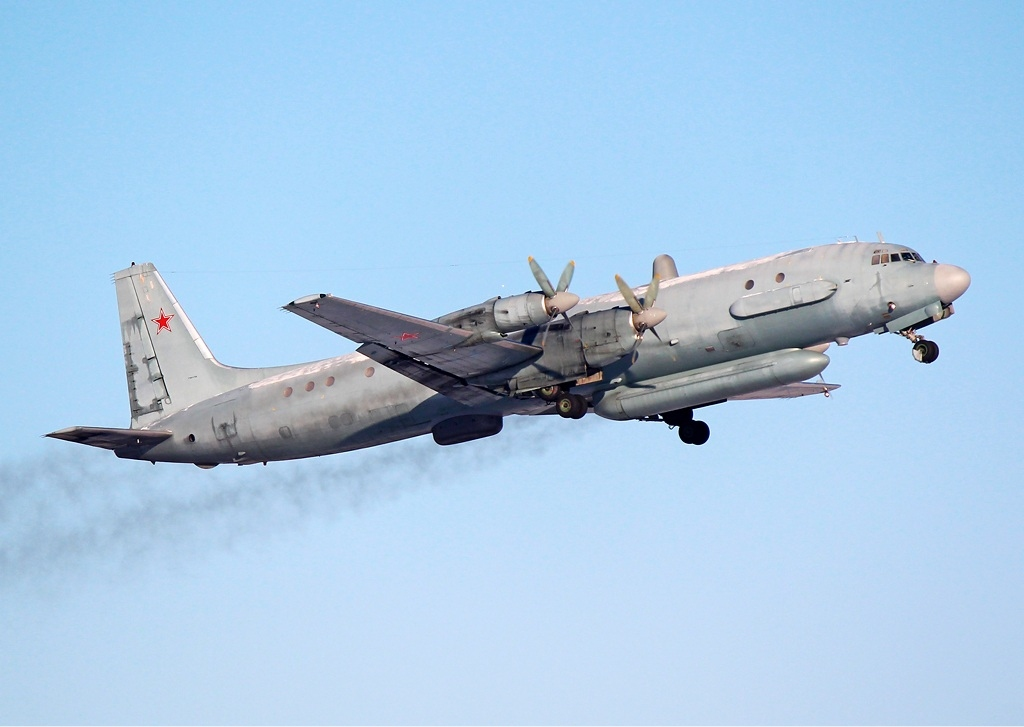
نیروی هوایی روسیه ایلیوشین Il-20M

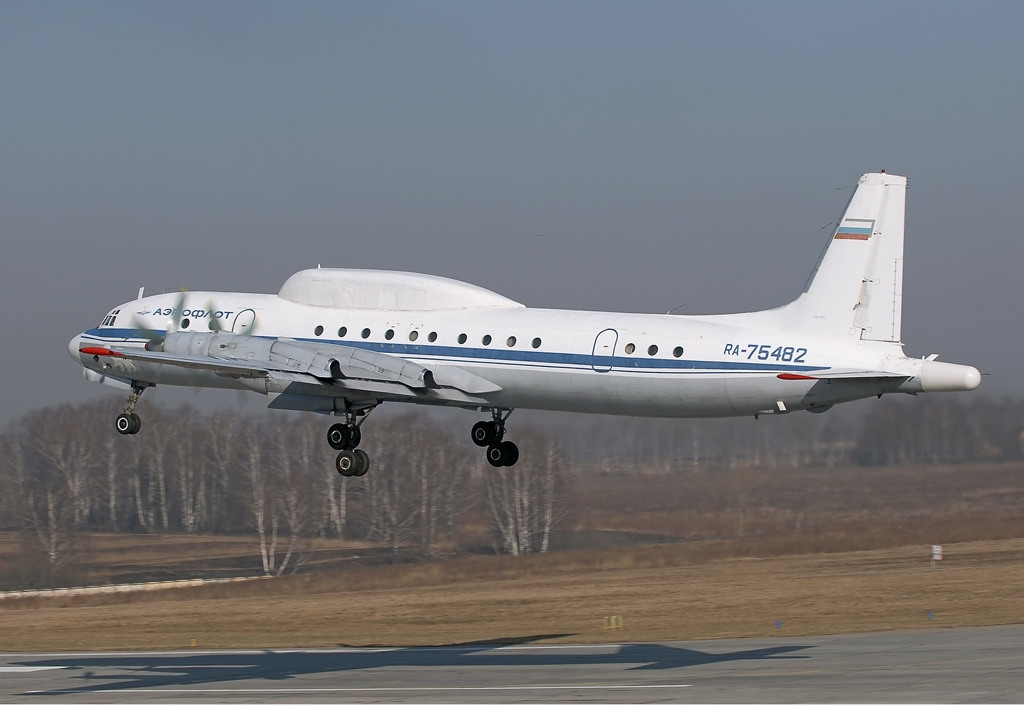
هواپیماهای Il-20RT, Telemetry

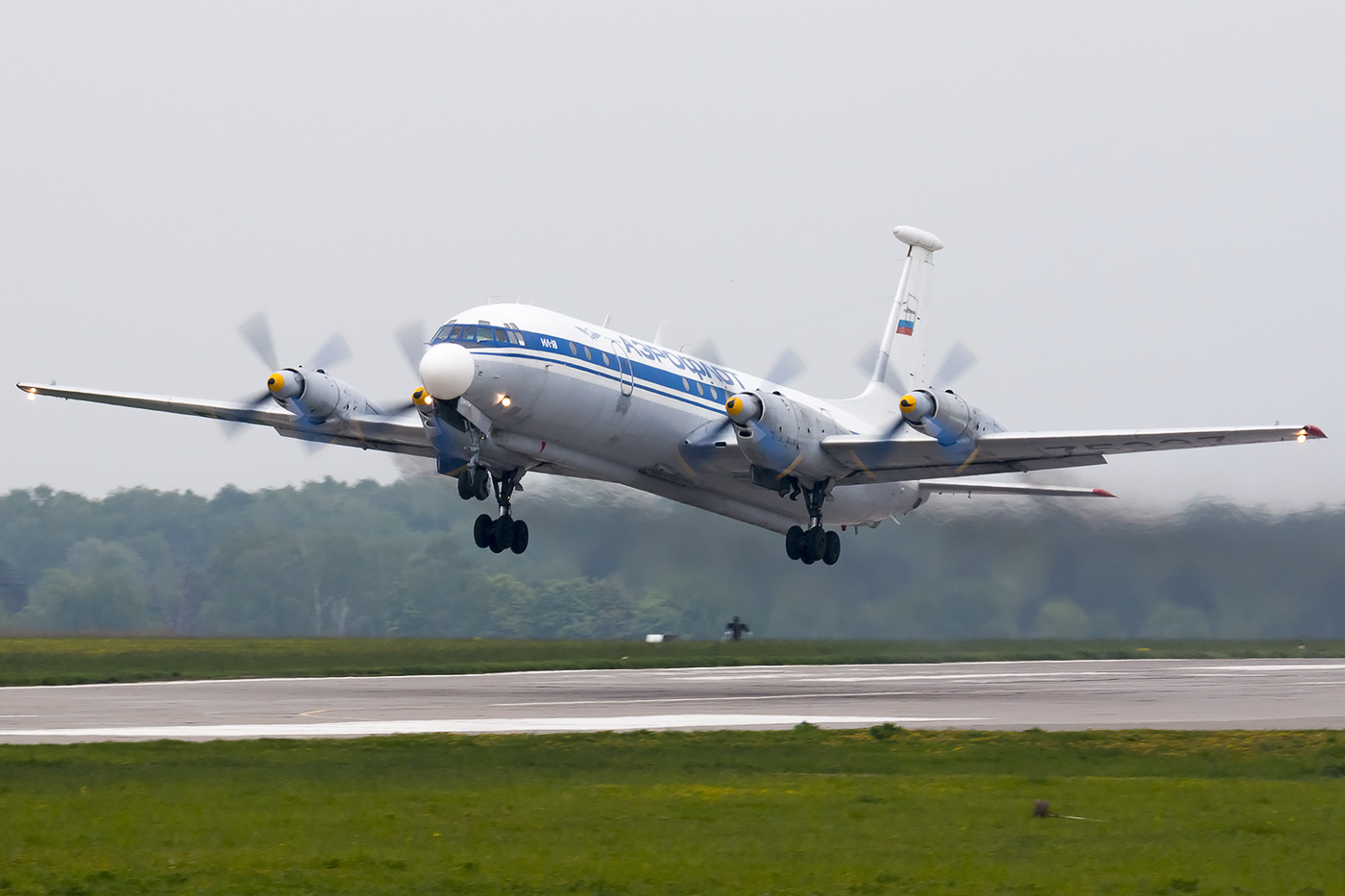
Il-22M، نسخه فرمان پست شده از نسخه مدرن است

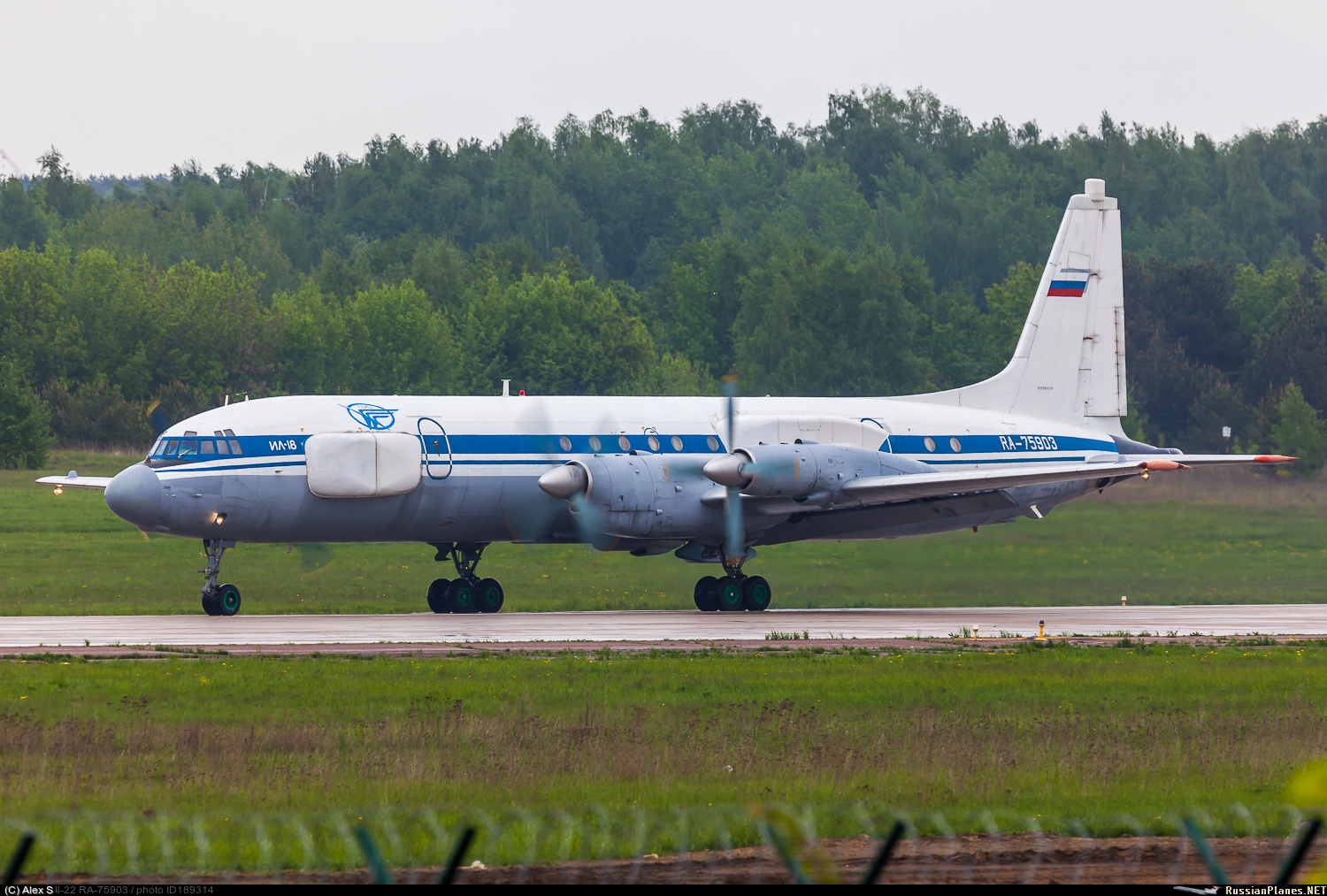
هواپیمای Il-22PP "Porubshchik", EW, ECM

ایل-۱۸
طراحی نمونه اولیه تنها خانواده ایل-۱۸.
ایل-۱۸اِی
مدل تولید اصلی، معادل پیش تولید، با موتورهای توربوپراپ Kuznetsov NK-4 یا Ivchenko AI-20. حدود ۲۰ فروند ساخته شده‌است.
ایل-۱۸بی
اولین مدل تولید بزرگ، یک فروند هواپیمای متوسط که می‌تواند ۸۴ مسافر را در خود جای دهد.
ایل -۱۸ کامبی
هواپیماهای ایل-۱۸ به پیکربندی مسافر / بار تغییر یافته‌است
ایل-۱۸دی
شبیه به Il-18I، اما مجهز به مخزن سوخت بخش مرکزی اضافی برای افزایش دامنه است. این نسخه با چهار موتور توربوپراپ Ivchenko AI-20M. ۳٬۱۶۹ کیلووات (۴٬۲۵۰ اسب بخار کوتاه) مجهز شده‌است.
رله ارتباطات Il-18D
سه هواپیما اصلاح شده برای ارائه رله ارتباطی بین هواپیماهای VIP و اعضای دولت.
Il-18D Pomor
یک Il-18D به هواپیمای شناسایی شیلات (Pomor = شخصی که در دریا زندگی می‌کند) تبدیل شده‌است.
سالن Il-18D
نسخه VIP از Il-18D
Il-18DORR
دو Il-18D به عنوان هواپیمای شناسایی ماهیگیری برای انستیتوی قطبی ماهیگیری و اقیانوس‌شناسی قطبی اصلاح شده، این اصلاحات عمدت شامل تجهیزات تجهیزات مأموریت تخصصی بود. اولین بار در سال ۱۹۸۵ پرواز شد و بعداً به عنوان استاندارد -18D اصلاح شد.
ایل-18E
مشابه با Il-18I، اما بدون افزایش ظرفیت سوخت.
سالن Il-18E
نسخه حمل و نقل VIP از Il-18E.
Il-18Gr
هواپیما تبدیل به پیکربندی محموله، (Gr - Gruzovoy - محموله).
Il-18GrM
چندین هواپیمای ایل -۱۸ با افزودن در محموله جانبی تحت فشار، به استاندارد Gr تغییر یافته‌است.
ایل -۱۸
مجهز به موتورهای ۳٬۱۶۹ کیلووات (۴٬۲۵۰ اسب بخار کوتاه) قدرتمند Ivchenko AI-20M، تولید ۳٬۱۶۹ کیلووات (۴٬۲۵۰ اسب بخار کوتاه) در صندلی بزرگ شده با حرکت صندوق عقب فشار به عقب توسط ۱٫۶۴ متر (۵ فوت) صندلی‌ها به ۱۲۲ مسافر افزایش یافت
Il-18LL
(Letayuschchaya Laboratoriya - آزمایشگاه پرواز)، یک هواپیمای اصلاح شده از Il-18A به عنوان یک بستر ضدیخ و یک Il-18V که توسط مرکز تست پرواز چکوسلواکی به عنوان موتور تست شده استفاده می‌شود.
ایل-18RT
دو آزمایش Il-18V به عنوان Telemetry Relay Aircraft برای آزمایش موشک و آزمایش‌ها وسایل نقلیه هوایی بدون سرنشین اصلاح شد.
Il-18RTL
نمونه اولیه برای Il-20RT، تبدیل شده از Il-18A c / n 188000401.
ایل-18S
نوع VIP Il-18B
Il-18SL
تعیین تعدادی از هواپیماهای آزمایشگاهی و تحقیقاتی مختلف، معمولاً دارای پسوند نامه ای همچون SL-18D برای آزمایش‌ها هواپیما بود.
ایل-18T
این تعیین شده به هواپیماهای حمل و نقل باری غیرنظامی و نظامی تبدیل شده از هواپیماهای Il-18A / B / V داده شد.
Il-18AT: نسخه حمل و نقل نظامی / Medevac بر اساس Il-18A
Il-18BT: نسخه حمل و نقل نظامی / Medevac مبتنی بر Il-18B
Il-18VT: نسخه حمل و نقل نظامی / Medevac بر اساس Il-18V
Il-18TD
یکی Il-18T به عنوان یک نوع حمل و نقل نظامی اصلاح شد تا ۶۹ مورد از برانکار یا ۱۱۸ چترباز را بگیرد. توسط ارتش تحت تعقیب نیست که به استاندارد Il-18D تبدیل شود.
ایل -18USh
یکی از Il-18V به عنوان یک مربی ناوبری شامل دو پنجره پشتی اصلاح شد. اگرچه مورد آزمایش قرار گرفت و قابل قبول بود، نیروی هوایی اتحاد جماهیر شوروی از نوع جتهای دوقلوی Tupolev Tu-124 به جای آن استفاده کرد.
Il-18V
نسخه استاندارد Aeroflot که در سال ۱۹۶۱ وارد سرویس شد. موتور Il-18V با چهار موتور توربوپراپ Ivchenko AI-20K ساخته شده و دارای ۹۰ تا ۱۰۰ مسافر بود.
سالن Il-18V
نسخه VIP از Il-18V
Il-18V / قطبی
یک Il-18V برای Polarnaya Aviatsiya اصلاح شده - استفاده از هواپیمایی قطبی.
Il-18V-26A
یک Il-18V اصلاح شده برای Polyarnaya Aviatsiya اصلاح شده - استفاده از هواپیمایی قطبی با یک مخزن سوخت کمکی در کابین، طرح پنجره تجدید نظر شده و مخازن روغن بزرگ شده در موتورها، پوشیده از مناقصه‌های بیرون زده در موتورهای موتور (که گاه به آن Il-18D گفته می‌شود) قبل از ظهور مدل D واقعی).
کالیبراسیون Il-18V
یک Il-18V منفرد که توسط Interflug برای کالیبراسیون در داخل استفاده می‌شود.
Il-20M (نام گزارش ناتو : Coot-A)
COMINT / ELINT نسخه شناسایی هواپیما.
Il-20RT
چهار هواپیمای Telemetry برای پشتیبانی از فعالیتهای فضایی شوروی مورد استفاده قرار گرفتند که بعداً با یک نوع از Il-76 جایگزین شدند.
Il-22 (نام گزارش ناتو : Coot-B)
نسخه ارسال شده از فرمان هوایی. (با ۱۹۴۷ نمونه بمب افکن شوروی جت موتور اشتباه گرفته شود IL-22 .)
ایل -22M
همان Il-22 اما تجهیزات مأموریت جدیدی داشت.
Il-22PP
هواپیماهای جنگی و شناسایی الکترونیکی
ایل-24N
دو Il-18D برای شناسایی یخ شبیه به Il-20M اصلاح شده اما با تجهیزات شناسایی غیرنظامی، هر دو بعداً به تنظیمات استاندارد تغییر یافته و فروخته شدند.
ایل-۳۸
کشف دریایی، نسخه جنگ ضد زیر دریایی.
ایل -۱۱۸
یک نسخه پیشرفته ارائه شده توسط دو موتور پیشرانه Lotarev D-236-T.

## کاربران

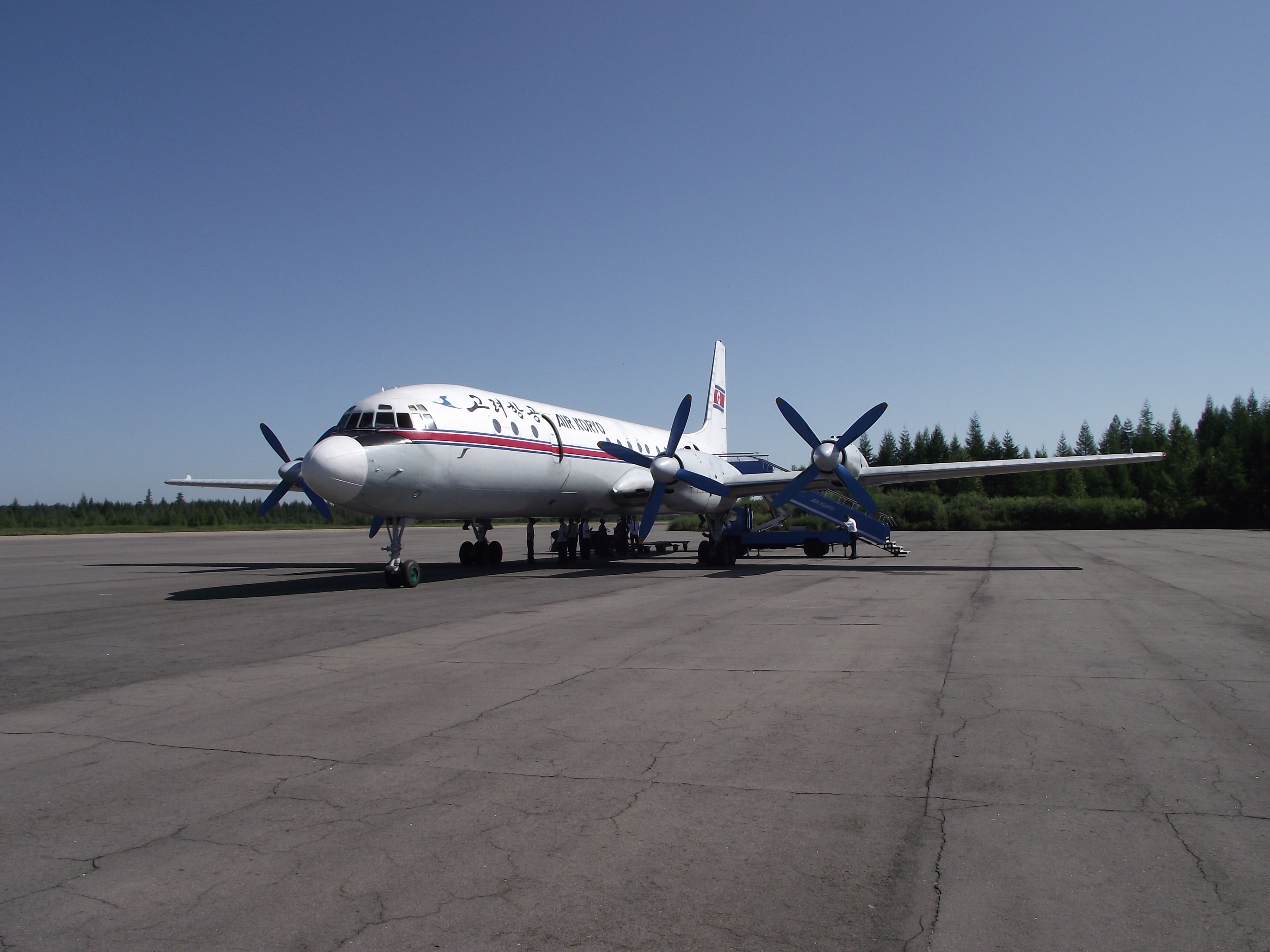
ایل ۱۸ از شرکت هواپیمایی ملی کره شمالی ایر کوریو.

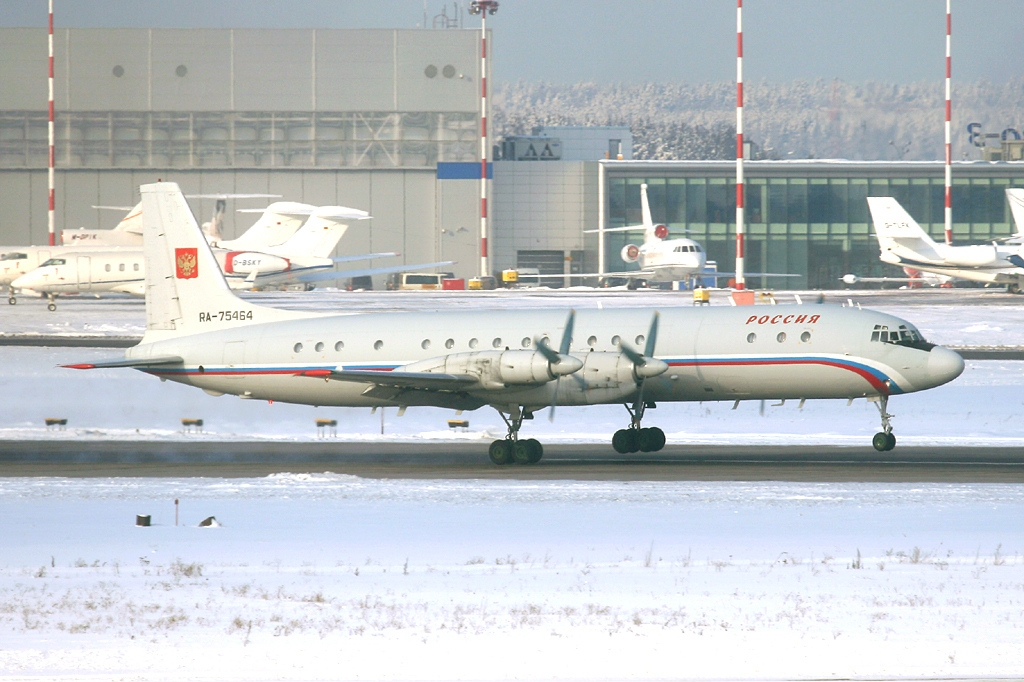
ایل -۱۸ شرکت هواپیمایی روسیا.

### اپراتورهای مدنی

#### اپراتورهای فعلی
روسیه
- NPP MIR (ChK Leninets) - 1 در خدمات بار

 کره شمالی
- Air Koryo - 1 در خدمات مسافری

#### اپراتورهای قبلی
افغانستان
- شرکت هواپیمایی آریانا افغانستان

 چین
- هواپیمایی CAAC

 بلغارستان
- خطوط هوایی بالکان

 کوبا
- هوا هوایی
- کوبانا

 چکسلواکی
- خطوط هوایی چکوسلواکی

 جیبوتی
- شرکت هواپیمایی دالو

 آلمان
- برلین
- شرکتهای هواپیمایی اروپا اروپایی

 آلمان شرقی
- دویچه لوفت هانزا
- Interflug (16 کارکرد)[۶]

 مصر
- Egyptair (سابقاً هواپیمایی هواپیمایی متحده عربی)

 غنا
- غنا ایرویز (۸ خریداری شده، ۴ فروند بعد به اتحاد جماهیر شوروی بازگشتند)

 گینه
- گینه هوا

 مجارستان
- شرکت هواپیمایی مجارستان Malév

 قزاقستان
- Irbis Aero

 قرقیزستان
- آنیکا ایر

 مالی
- هوا مالی

 کره شمالی
- Air Koryo - آخرین فروند در سال ۲۰۱۷ بازنشسته شد.

 لهستان

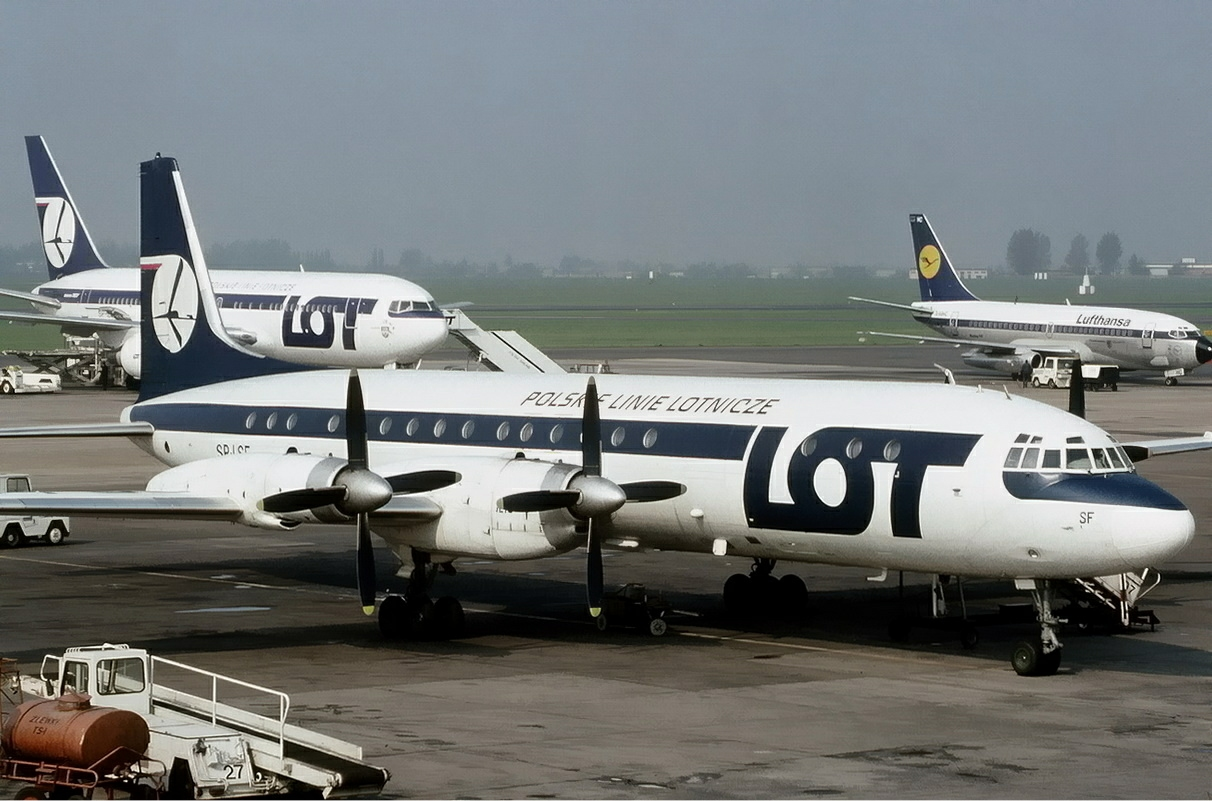
ایل-۱۸ئی از خطوط هوایی لهستانی لهستان در ورشو. (۱۹۹۰)

- لوت ولیش ایرلاینز (۱۰ مورد از ۱۹۶۱تا اوایل ۱۹۹۰[۷])
- Polonia Airways (1 فروند در دهه ۹۰)
- پولنیپون (۳ مورد از ۱۹۹۰تا ۱۹۹۶عمل کرد)

 رومانی
- تاروم
- اتحاد جماهیر شوروی
- آئروفلوت

 روسیه
- ASTAir
- هواپیمایی Domodedovo
- GVG هواپیمایی
- روسیا
- هواپیمایی ترتیاکو

 سومالی
- شرکت هواپیمایی دالو
- جوبا ایرویز

 سری‌لانکا
- فیتس‌ایر

 اوکراین
- هواپیمایی Lviv
- سواستوپول آویا

 امارات متحده عربی
- هواپیمایی فونیکس

 ویتنام
- هواپیمایی ویتنام

 یمن
- یمن ایرویز

### اپراتورهای نظامی
اپراتورهای فعلی:
 کره شمالی
- نیروی هوایی کره شمالی - ۱ فروند اجاره از Air Koryo

 روسیه
- نیروی هوایی روسیه - نسخه‌های Il-20 و Il-22PP[۸][۹]

 افغانستان
- نیروی هوایی افغانستان (پنج فروند در سال ۱۹۶۳ تحویل داده شدند و از آن زمان بازنشسته شده‌اند)

 الجزایر
- نیروی هوایی الجزایر

 بلغارستان
- دولت بلغارستان

 چکسلواکی
- نیروی هوایی چکوسلواکی

 آلمان شرقی
- نیروی هوایی آلمان شرقی

 گرجستان
- نیروی هوایی گرجستان

 اندونزی
- دولت اندونزی (هواپیمای ریاست جمهوری)

 جمهوری عربی یمن
- نیروی هوایی شمال یمن

 لهستان
- نیروی هوایی لهستان (حمل و نقل VIP، جایگزین Tu-134)

 رومانی
- دولت رومانی

 اتحاد جماهیر شوروی
- نیروهای هوایی شوروی
- هواپیمایی دریایی شوروی

 ویتنام
- نیروی هوایی خلق ویتنام

 یوگسلاوی
- نیروی هوایی SFR یوگسلاوی

## مشخصات (ایل-۱۸دی)
داده‌ها از OKB Ilyushin
ویژگی‌های عمومی
- خدمه: ۹
- ظرفیت: ۶۵ تا ۱۲۰ مسافر
- طول: ۳۵⁄۹ متر (۱۲ فوت ۹ اینچ)
- پهنای بال: ۳۷⁄۴ متر (۳۰ فوت ۴ اینچ)
- ارتفاع: ۱۰⁄۱۶۵ متر (۲ اینچ)
- مساحت بال‌ها: ۱۴۰ متر مربع (۱٬۵۰۰ فوت مربع)
- وزن خالی: ۳۵٬۰۰۰ کیلوگرم (۷۷٬۱۶۲ پوند)
- بیشترین وزن برخاست: ۶۴٬۰۰۰ کیلوگرم (۱۴۱٬۰۹۶ پوند)
- ظرفیت سوخت: ۳۰٬۰۰۰ لیتر (۶٬۵۹۹ گالون بریتانیایی)
- قطر بدنه: ۳٫۵ متر (۱۱ فوت)
- حداکثر وزن بارگیری: ۵۲٬۶۰۰ کیلوگرم (۱۱۵٬۹۶۳ پوند)
- حداکثر وزن بدون سوخت: ۴۸٬۸۰۰ کیلوگرم (۱۰۷٬۵۸۶ پوند)

چیدمان Il-18

- حداکثر وزن هنگام تاکسی : ۶۴٬۵۰۰ کیلوگرم (۱۴۲٬۱۹۸ پوند)
- پیشرانه: ۴ عدد موتور توربوپراپ ایچنکو ای آی-۲۰ام
- ملخ‌ها: چهارملخه AW-68 I constant speed feathering propellers، قطر  ۴٫۵ متر (۱۴ فوت ۹ اینچ)
  - منبع الکتریکی همراه: TG-16M (28 Volt DC)

عملکرد
- حداکثر سرعت: ۶۷۵ کیلومتر بر ساعت (۴۱۹ مایل بر ساعت، ۳۶۴ گره)
- حداکثر سرعت: ۰/۶۵ ماخ
- سرعت کروز: ۶۲۵ کیلومتر بر ساعت (۳۸۸ مایل بر ساعت، ۳۳۷ گره) at ۸٬۰۰۰ متر (۲۶٬۲۴۷ فوت)
- بُرد: ۶٬۵۰۰ کیلومتر (۴٬۰۰۰ مایل، ۳٬۵۰۰ مایل دریایی) با حداکثر بار و سوخت ذخیره برای یک ساعت ۶٬۵۰۰ کیلوگرم (۱۴٬۳۳۰ پوند)
  - ۳٬۷۰۰ کیلومتر (۲٬۲۹۹ مایل) with ۱۳٬۵۰۰ کیلوگرم (۲۹٬۷۶۲ پوند) maximum payload, at 84 - 85% of maximum continuous power.
- حداکثر ارتفاع: ۱۱٬۸۰۰ متر (۳۸٬۷۰۰ فوت)
- حداقل تقرب: ICAO CAT 1 Decision Height 60 m (200 ft) / 800 m (Visibility) or 550 m RVR
- طول باند مورد نیاز تیک آف: ۱٬۳۵۰ متر (۴٬۴۲۹ فوت)
- طول باند مورد نیاز فرود: ۸۵۰ متر (۲٬۷۸۹ فوت)

### توسعه مرتبط
- ایلیوشین ایل ۳۸

### هواپیماهای قابل مقایسه
- آنتونوف آن -۱۰
- بریستول بریتانیا
- داگلاس DC-6
- Lockheed L-188 Electra
- ویکرز پیشتاز
- ویکرز ویسکونت

### لیست‌های مرتبط
- فهرست هواپیماهای غیرنظامی